# Scytalopus superciliaris
Scytalopus superciliaris là một loài chim trong họ Rhinocryptidae.